# Magnetophosphen
Unter Magnetophosphenen werden in Anwesenheit von magnetischen Wechselfeldern ab 2 mT visuelle Sinneseindrücke verstanden, die sich als Lichtblitze oder farbige Flächen äußern, ähnlich dem Augenflimmern sind und auch bei geschlossenen Augen vorkommen. Es wird vermutet, dass die Sinneseindrücke durch induzierte elektrische Ströme in der Retina des Auges oder im Sehnerv entstehen.
Siehe auch: Phosphen, Elektrophosphen, Magnetfeld, transkranielle Magnetstimulation